# 정백사원

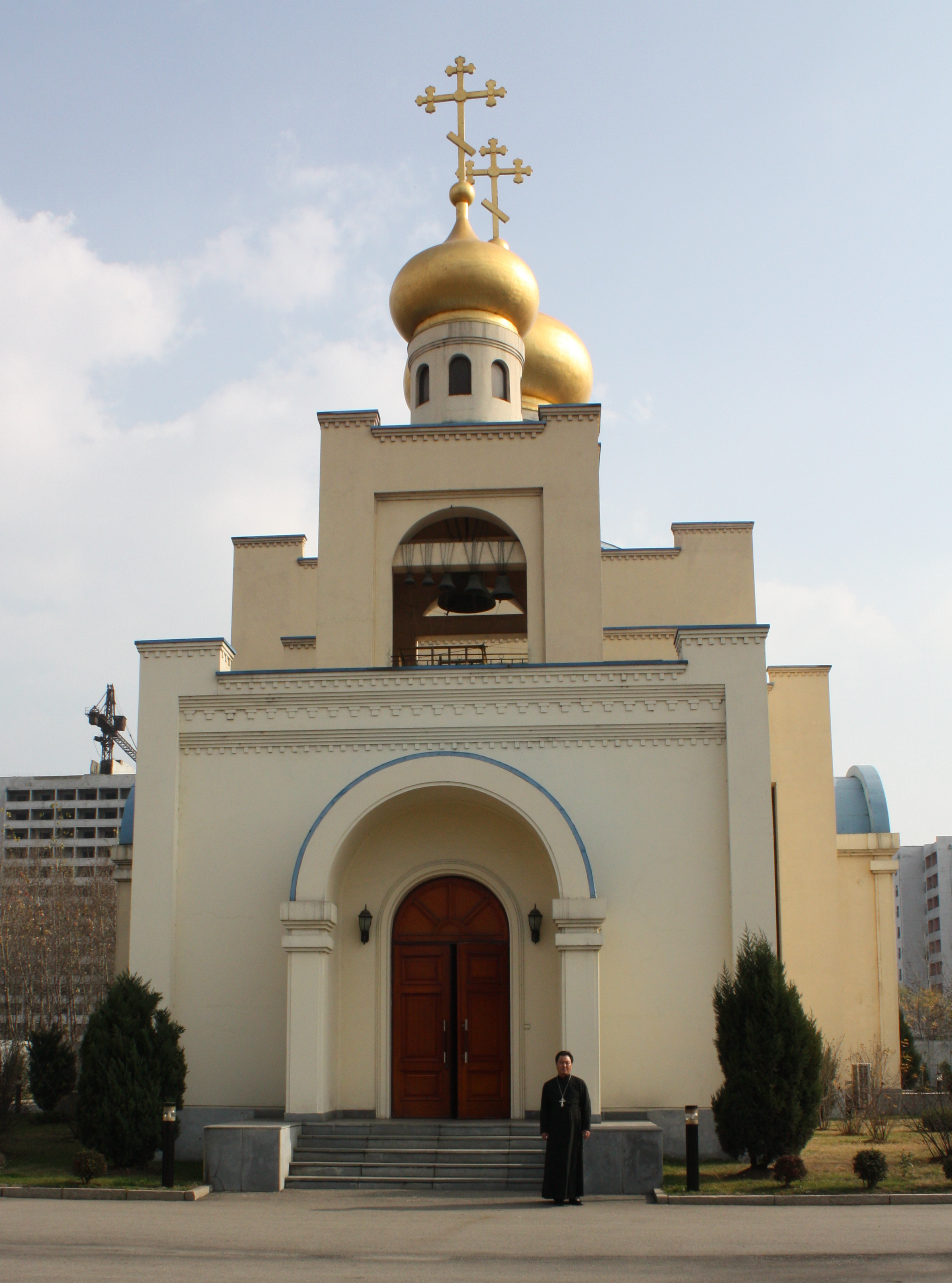

정백사원(貞柏寺院)은 조선정교위원회에서 운영하는 조선민주주의인민공화국의 동방 정교회 성당이다. 2006년 건립되었으며, 러시아 정교회에서 교육받은 사제들이 활동하고 있다.

## 같이 보기
- 조선민주주의인민공화국의 종교